# Campionato francese di rugby a 15 1933-1934
Il Campionato francese di rugby a 15 1933-34 fu vinto dall'Bayonne  che sconfisse il Biarritz in finale.

## Formula e contesto
- Dopo le selezioni regionali, 54 squadre divise in 6 gruppi di 9, le prime di ogni girone si qualificano per le semifinali
- Semifinali con 2 gironi di 3 squadre, le vincenti in finale

Otto squadre furono "promosse" nel campionato "'Excellence": SC Angoulême, Bergerac, Dax, UA Libourne, CS Oyonnax, Pamiers, SS Primevères (Club dei grandi magazzini parigini « Le Printemps ») e Valence.
Da segnalare che nessuna delle finaliste del campionato "Honneur" (una sorta di seconda divisione) dell'anno prima (CS Villefranche-sur-Saône e RC Chalon) si qualificò.

## Finale
| Arbitro: | Abel Martin |

| |            | |
| mete: Zabaletta e Dauga c.p.: Elissalde Drop: Celhay | Marcatori  | mete: Guillou e Cussac trasf.: Haget |
| Georges Haitce Edouard Ainciart Jean-Louis Dauga André Chirles Jérôme Lecha Paul Brouznec Jean Garin René Arotça Robert Cunibert Edmond Elissalde Armand Vigneau Fernand Théodoly David Zabaletta Maurice Celhay Albert Lespitaou | Formazioni | Pierre Moulian Francis Daguerre Albert Guiné Jean-Baptiste Lefort Etienne Ithurra Louis Lascaray Paul Lafourcade Albert Portet René Laborde Jean Rumeau Louis Cluchague Robert Guilhou Henri Haget Pierre Cussac Rémi Sallenave |